# Manfred Makra
Manfred Makra (* 1956 in Graz) ist österreichischer Maler und Grafiker, Autor und Kurator.

## Leben und Wirken
Makra eröffnete 1975 in Graz sein erstes Atelier und ist seither als freischaffender Künstler tätig. Seine ersten Werke standen unter dem Einfluss der Nachkriegsmalerei. Von 1975 bis 1979 setzte er sich mit Höhlenmalerei, Art brut und Informel auseinander.
1980 orientierte er sich neu, machte Bekanntschaft mit Werken von Antonio Calderara und entwickelte darauf aufbauend konsequent seine eigene kontemplative Sprache von Bildern und Formen in Annäherung an die Konkrete Kunst (Poesie des Wenigen). Er absolvierte einige Reisen nach Japan, wo er die Ästhetik des japanischen Zen-Buddhismus studierte. Ab 1990 wendete er sich der Wandmalerei zu.
Makra ist seit 1986 Mitglied der Künstlervereinigung MAERZ. Er lebt und arbeitet in Steyr und Wien.

## In den letzten Jahren kuratierte Makra unter anderem folgende Ausstellungen
- 2010
  - art in the dark – raum 6, Atelierhaus Darmstadt

- 2011
  - zwischen den zeiten Forum Konkrete Kunst, Erfurt
  - ON, Galerie in der Schmiede, Pasching
  - konkret – konstruktiv, Minimal / Haus der Kunst (Baden)
  - konkret nicht konkret, Artmark Galerie, Vienna

- 2012
  - the sound of forms, Policon, Vienna
  - MA – der raumlose raum, Galerie Lattemann, Darmstadt
  - MA – lob dem zwischenraum, Artmark Galerie, Vienna

- 2013
  - some days – far east, Kunstverein Mistelbach, Mistelbach
  - MA – aus der welt der stille, Shiwory Gallery, Okoyama
- 2014
  - dialoge der stille, Artmark Galerie, Vienna

- 2015
  - vom langsamen fließen der bilder, Artmark Galerie, Vienna

- 2016
  - unified fields, Artmark Galerie, Vienna
  - transitions, Galerie Lattemann, Darmstadt
  - k, Anraku-Ji Temple, Kyoto
  - geometric imprecise, Palazzo Ducale (Mantua)
  - museale verortung, Artmark Galerie, Vienna

## Ausstellungen (Auswahl)
Makra präsentiert seine Werke seit 1985 im Rahmen von Einzel- und Gemeinschaftsausstellungen im In- und Ausland.
- Werke der XXI. Internationalen Malerwochen in der Steiermark, Neue Galerie Graz, Graz, 1986
- Konstruktivistische Arbeiten in klassischer Tradition, Traklhaus Salzburg, Salzburg, 1987
- Manfred Makra, Norio Kajiura. Malerei Objekte, Galerie Schloss Puchheim, Attnang-Puchheim, 2003[1]
- Manfred Makra. partituren der stille, Museum der Wahrnehmung, Wien, 2006
- Wegmarken, Maerz 1952–2002, Architekturforum Oberösterreich, 2013
- Manfred Makra und Hermann J. Painitz in der Galerie Artmark, 2016[2]

## Publikationen
- Der Duft des Nichts. Gedichte. Wien 2015, ISBN 978-3-902744-34-0.

## Filme
- Manfred Makra auf YouTube
- Faircloud – Lucky Journey (Musikvideo), 2016
- Finelight Trailer, 2017